# Terri Nunn
Terri Kathleen Nunn (* 26. června 1961 Baldwin Hills, Los Angeles) je americká zpěvačka a herečka, známá účinkováním v novovlnné kapele Berlin.

## Profesionální kariéra
Členkou hudební skupiny Berlin se stala v roce 1978. Následující rok ji dočasně opustila, aby se věnovala herecké dráze. K návratu došlo roku 1981.
Nejúspěšnějším hitem se stal nejprodávanější singl roku 1986 nazvaný „Take My Breath Away“, jenž představoval titulní milostnou píseň z filmu Top Gun. V hitparádě Billboard Hot 100 vystoupal na první místo. K dalším šlágrům se zařadily „Sex (I'm A...)“, „The Metro“, „You Don't Know“, „No More Words“ a „Masquerade“.
V roce 1979 nafotila pod jménem Betsy Harris sérii nahých fotografií pro únorové číslo Penthousu. V době jejich vytvoření byla stále nezletilá a z tohoto důvodu několik let odmítala veřejně připustit, že se jedná o její osobu. Až v roce 2011 přiznala, že je na snímcích zachycena.
V roce 1985 opustila kapelu Berlin a nahrála skladbu „Dancing in Isolation“ pro snímek Radši umřít. Na počátku 90. let doprovázela formaci The Sisters of Mercy. Roku 1991 vydala sólové album Moment of Truth ve spolupráci s Princovými producenty Paisleym Parkem a Davidem Z.
V roce 1996 obdržela práva na použití jména skupiny „Berlin“ a v návaznosti na rozhodnutí vytvořila hudební kapelu s novým obsazením. Debutové koncertní album Sacred and Profane vyšlo v roce 2000. Původní sestava se sešla roku 2003, u příležitosti natočení vystoupení v rámci série Bands Reunited na televizním kanálu VH1. V roce 2009 podnikla americké koncertní turné Regeneration Tour, a v létě 2011 kapela vystupovala s INXS.
V roce 2012 začala moderovat vlastní pořad živých vystoupení a rozhovorů na rozhlasové stanici KCSN-FM.

### Soukromý život
Manželem je právník Paul Spear. Má dva nevlastní syny a dceru. K roku 2012 žila s rodinou v kalifornském Santa Rosa Valley.